# 米兰音乐学院

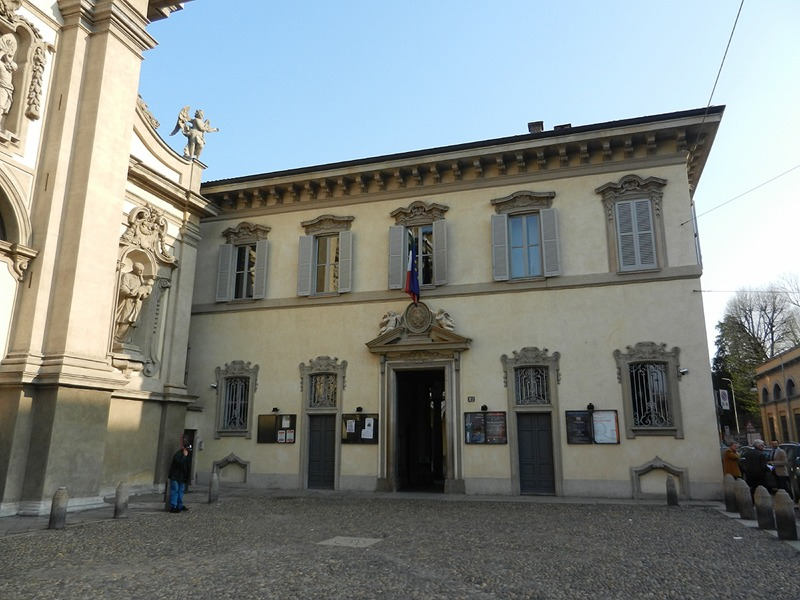
米兰音乐学院

米兰音乐学院（英語：Milan Conservatory），是一所成立於1808年位於意大利倫巴第大區米蘭的高等音樂學院，也是意大利最大的高等音樂學院。

## 外部連結
- 米蘭音樂學院官網 （意大利文）
- italiano, Touring club. . Touring Editore. 1998: 337  [2021-09-29]. ISBN 978-88-365-1249-2. （原始内容存档于2021-09-29） （意大利语）.
- Liceo Musicale （页面存档备份，存于） （意大利文）